# 超音波顕微鏡
超音波顕微鏡（ちょうおんぱけんびきょう）とは超音波を印加、検出して画像を得る顕微鏡の総称。

## 概要
超音波の伝播速度が組織や素材によって異なる事を利用する。従来の光学顕微鏡であれば生物の組織を検査する時に染色処理などが必要だったが、染色する過程で細胞は死滅してしまう例が多々あったが、超音波顕微鏡であれば試料をそのような処理をせずにin vitroで可視化できる。周波数が100MHzから3GHzの超音波パルスを試料に照射してその反射波や透過波を圧電素子で受信して試料表面や光学的には不可視の内部構造などを観察する。空間分解能は周波数に反比例するので、高周波数超音波を用いることで高解像度の生体組織、内部構造の画像化が可能になる。分解能は超音波周波数に依存し、水カプラを用いた場合、1GHzで1μm程度の分解能をもつ。

## 走査型超音波顕微鏡
走査型超音波顕微鏡は1973年に開発された。超音波顕微鏡では、平面振動子から発信された平面波をサファイヤなどの音響レンズで収束させるか、凹面振動子により収束させて焦点において超音波をほぼ波長と同レベルまで絞り込む。集束超音波は水カプラを介して試料に照射され、計測には試料表面に励振される漏洩弾性表面波（Leaky Surface Acoustic Wave LSAW）が利用される。現在は機械走査型の超音波顕微鏡が主流で、スライドガラス上に載せた組織切片や培養細胞などの上を振動子が二次元走査により画像を取得する。

## 超音波インピーダンス顕微鏡
従来の超音波顕微鏡は無染色の組織に音響的に色付けすることが可能になったものの、試料を薄く切る必要があったので光学顕微鏡用試料の作成と同様の特別な器具と手間が必要だったが、従来の超音波顕微鏡での組織を透過してガラス面で反射した超音波を捉える方法とは異なり、超音波インピーダンス顕微鏡ではプラスチック板を透過して組織の表面で反射した超音波を捉える。

## 超音波力顕微鏡
別名、超音波原子間力顕微鏡とも呼ばれる顕微鏡で、超音波振動子により試料を探針方向に垂直にカンチレバーの共振周波数より高い超音波周波数で振動させて順次カンチレバーを移動させて計測する。原子間力顕微鏡を応用して試料表面の形状と同時に弾性的性質の分布も画像化可能でこれらは音響レンズを用いる従来の超音波顕微鏡に比べ、空間分解能が格段に向上する。

## 用途
- 生体組織の観察
- 非破壊検査